# 김재환 (야구 선수)
김재환(金宰煥, 1988년 9월 22일 ~ )은 KBO 리그 두산 베어스의 외야수, 지명타자이다.

## 상무 야구단시절
2009년에 입대했다. 사이클링 히트를 2번 기록했다.

## 두산 베어스복귀

### 2011 시즌
30경기에 출전해 1할대 타율을 기록했다.

### 2012 시즌
13경기에 출전해 1할대 타율, 1홈런을 기록했다.

### 2014 시즌
52경기에 출전해 3할대 타율, 3홈런, 13타점을 기록했다.

### 2015 시즌
48경기에 출전해 2할대 타율, 7홈런, 22타점을 기록했다.

### 2016 시즌
134경기에 출전해 3할대 타율, 37홈런, 124타점을 기록했다.

### 2017 시즌
전 경기에 출전해 3할대 타율, 185안타, 35홈런, 115타점을 기록했다.

### 2018 시즌
139경기에 출전해 3할대 타율, 44홈런, 133타점을 기록했다.

### 2019 시즌
136경기에 출전해 2할대 타율, 15홈런, 91타점을 기록했다.

### 2020 시즌
140경기에 출전해 2할대 타율, 30홈런, 113타점을 기록했다.

## 트리비아
- 2011년에 제 39회 야구월드컵 국가 대표로 선발됐는데 도핑 검사에서 WADA 금지 목록에 있는 S1 동화작용 남성호르몬 스테로이드인 '1-테스토스테론'의 대사체(Metabolite of 1-Testosterone)가 검출돼 KADA로부터 양성 판정을 받았다.
- 2014년 5월 27일 KIA전에 대타로 나와 홈런을 쳤는데 당시 광주기아챔피언스필드에서는 KIA차가 있는 홈런 존으로 공을 보내면 자동차를 보상으로 줬다. 그는 첫 케이스였고 K5를 받았다.[1]
- 2019년 12월 6일 MLB 포스팅을 신청했으나 응찰 구단이 없어 포스팅에 실패했다.

## 별명
- 금지 약물 복용 사건으로 인해 '약재환'이라고 불린다.

## 출신 학교
- 영랑초등학교
- 상인천중학교
- 인천고등학교 (유급)

## 통산 기록
| 연도 | 팀명   | 타율  | 경기 | 타수 | 득점 | 안타 | 2루타 | 3루타 | 홈런 | 루타 | 타점 | 도루 | 도실 | 볼넷 | 사구 | 삼진 | 병살 | 실책 |
| ---- | ------ | ----- | ---- | ---- | ---- | ---- | ----- | ----- | ---- | ---- | ---- | ---- | ---- | ---- | ---- | ---- | ---- | ---- |
| 2008 | 두산   | 0.143 | 14   | 21   | 0    | 3    | 0     | 0     | 0    | 3    | 0    | 0    | 1    | 0    | 0    | 6    | 0    | 0    |
| 2011 | 두산   | 0.185 | 30   | 54   | 4    | 10   | 3     | 0     | 2    | 19   | 8    | 1    | 1    | 1    | 1    | 14   | 2    | 0    |
| 2012 | 두산   | 0.128 | 13   | 39   | 7    | 5    | 1     | 0     | 1    | 9    | 1    | 0    | 0    | 4    | 0    | 9    | 0    | 2    |
| 2014 | 두산   | 0.306 | 52   | 85   | 12   | 26   | 6     | 0     | 3    | 41   | 13   | 1    | 0    | 11   | 0    | 12   | 3    | 2    |
| 2015 | 두산   | 0.235 | 48   | 153  | 24   | 36   | 8     | 0     | 7    | 65   | 22   | 4    | 1    | 22   | 2    | 39   | 6    | 2    |
| 2016 | 두산   | 0.325 | 134  | 492  | 107  | 160  | 32    | 3     | 37   | 309  | 124  | 8    | 2    | 71   | 0    | 107  | 9    | 5    |
| 2017 | 두산   | 0.340 | 144  | 544  | 110  | 185  | 34    | 2     | 35   | 328  | 115  | 4    | 1    | 81   | 7    | 123  | 8    | 8    |
| 2018 | 두산   | 0.334 | 139  | 527  | 104  | 176  | 36    | 1     | 44   | 346  | 133  | 2    | 0    | 59   | 9    | 134  | 6    | 4    |
| 2019 | 두산   | 0.283 | 136  | 495  | 76   | 140  | 20    | 5     | 15   | 215  | 91   | 3    | 1    | 63   | 5    | 113  | 7    | 0    |
| 2020 | 두산   | 0.266 | 140  | 516  | 82   | 137  | 26    | 1     | 30   | 255  | 113  | 6    | 0    | 91   | 1    | 154  | 14   | 2    |
| 2021 | 두산   | 0.274 | 137  | 475  | 86   | 130  | 23    | 2     | 27   | 238  | 102  | 2    | 3    | 81   | 5    | 127  | 9    | 4    |
| 2022 | 두산   | 0.248 | 128  | 448  | 64   | 111  | 24    | 1     | 23   | 206  | 72   | 2    | 1    | 61   | 4    | 133  | 5    | 3    |
| 2023 | 두산   | 0.220 | 132  | 405  | 40   | 89   | 15    | 0     | 10   | 134  | 46   | 3    | 1    | 72   | 5    | 100  | 8    | 1    |
| 2024 | 두산   | 0.283 | 136  | 474  | 78   | 134  | 28    | 0     | 29   | 249  | 92   | 1    | 1    | 63   | 6    | 168  | 8    | 0    |
| 통산 | 14시즌 | 0.284 | 1342 | 4728 | 794  | 1208 | 263   | 15    | 224  | 2417 | 932  | 37   | 13   | 680  | 45   | 1239 | 85   | 33   |

- 빨간 글씨는 한국 프로야구 역사상 최고 기록
- 굵은 글씨는 해당 시즌 최고 기록